# Рудно (Псковская область)
Рудно — деревня в Плюсском районе Псковской области России. Входит в состав Лядской волости.
Расположена на берегу реки Рудна (левого притока Плюссы), в 35 км к западу от райцентра Плюсса, в 6 км к югу от волостного центра Ляды.

## Население
Численность населения деревни на 2000 год составляла 28 человек, по переписи 2002 года — 13 человек.